# Comvex
Comvex Constanța este un operator portuar din România, specializat în servicii de manipulare a mărfurilor.
Compania a fost înființată în 1991 fiind cel mai mare terminal specializat în operarea materiilor prime solide vrac din arealul Mării Negre, acoperind o suprafață de 700.386 mp în sudul Portului Constanța.
Titlurile companiei se tranzacționează la categoria a doua a pieței Rasdaq, sub simbolul CMVX.
Acționarul majoritar al societății este Solidmet SRL, care controlează 53,94% din capital, iar Expert Placement Services Limited, tot o subsidiară a grupului Arcelor Mittal, deține 35,99% din acțiunile Comvex.
În august 2010, Comisia Națională a Valorilor Mobiliare (CMVN) a revocat decizia din 2008 prin care a aprobat oferta de preluare a Comvex Constanța lansată de ArcelorMittal, în valoare de 42 milioane euro, prin care acesta încerca să preia controlul operatorului portuar.
Cifra de afaceri în 2009: 72,1 milioane lei - mai mică cu 52,43% decât în 2008